# Campeonato Sergipano de Futebol de 2012
O Campeonato Sergipano de Futebol de 2012 foi a 89º edição da divisão principal do campeonato estadual de Sergipe. A competição aconteceu de 28 de janeiro a 20 de maio de 2012 e reuniu dez clubes.
No ano de 2012 o Sergipão contou com a participação de 3 das mais densas cidades do interior sergipano : Itabaiana, Lagarto e Nossa Senhora do Socorro que, somando-se aos clubes da capital Aracaju, alavancaram e mobilizaram grandes massas de torcedores de suas respectivas praças desportivas.
O sucesso de tal empreitada tem sido reconhecido principalmente pela volta do Itabaiana à disputa do título, coisa que não acontecia desde 2005/2006.  Relevante importância também merece o dérbi: Sergipe x Confiança, também conhecido como Derby Sergipano, nos jogos que se enfrentaram:
- Em 5 de fevereiro, no Estádio Batistão, o público pagante foi de 5.590 pessoas.
- Em 2 de maio, partida de ida da semifinal da Taça Estado de Sergipe, o público pagante foi de 6.915 pessoas.
- Em 6 de maio, partida de volta da semifinal da Taça Estado de Sergipe, o público pagante foi de 6.779 pessoas.

Ademais, o torcedor do Itabaiana despontou como principal força do Estado por seu apoio ao time o qual deteve a maior média de público do Campeonato: 2.953 pagantes por partida realizada, revivendo em momentos as épocas de glória do Arruda Sergipano.

## Formato
O campeonato foi composto de três fases. Na primeira e na segunda, as dez equipes foram divididas em dois grupos, A e B. Os clubes do Grupo A jogaram com os do Grupo B em partidas de ida e volta na primeira fase, que foi chamada de Taça Cidade de Aracaju. As duas melhores equipes de cada grupo fizeram um cruzamento olímpico e o campeão da fase garantiriu vaga na final do campeonato. De modo semelhante, na segunda fase - a Taça Estado de Sergipe - os clubes jogaram contra os do seu próprio grupo, e os dois melhores de cada grupo também disputaram um cruzamento olímpico,onde o campeão garantiu vaga para a disputa da fase final do campeonato. A terceira e última fase reuniu os campeões das fases anteriores mediante final com partidas de ida e volta.
As duas equipes que totalizaram o menor número de pontos, ao final do torneio, foram rebaixadas para a segunda divisão de 2013.

### Critérios de desempate
Os critério de desempate foram aplicados na seguinte ordem:
1. Maior número de vitórias
2. Maior saldo de gols
3. Maior número de gols pró (marcados)
4. Maior número de gols contra (sofridos)
5. Confronto direto
6. Sorteio

## Equipes participantes
| Equipe                           | Cidade                   | Em 2011       | Estádio                       | Capacidade | Títulos             |
| -------------------------------- | ------------------------ | ------------- | ----------------------------- | ---------- | ------------------- |
| Associação Desportiva Confiança  | Aracaju                  | 4º (Série A1) | Lourival Baptista (Batistão)  | 14.000     | 17 (último em 2009) |
| Associação Atlética Guarany      | Porto da Folha           | 5º (Série A1) | Caio Feitosa                  | 3.000      | 0 (não possui)      |
| Associação Olímpica de Itabaiana | Itabaiana                | 8º (Série A1) | Presidente Médici (Tremendão) | 11.244     | 9 (último em 2005)  |
| Lagarto Futebol Clube            | Lagarto                  | 2º (Série A2) | Paulo Barreto (Barretão)      | 8.000      | 0 (não possui)      |
| Olímpico Esporte Clube           | Itabaianinha             | 7º (Série A1) | Denison Fontes Souza (Souzão) | 2.000      | 0 (não possui)      |
| Sociedade Esportiva River Plate  | Carmópolis               | 1º (Série A1) | Fernando França (Franção)     | 5.000      | 2 (em 2010 e 2011)  |
| São Domingos Futebol Clube       | São Domingos             | 2º (Série A1) | Arnaldo Pereira (Arnaldão)    | 2.000      | 0 (não possui)      |
| Club Sportivo Sergipe            | Aracaju                  | 3º (Série A1) | Lourival Baptista (Batistão)  | 14.000     | 31 (último em 2003) |
| Sete de Junho Esporte Clube      | Tobias Barreto           | 1º (Série A2) | Antônio Brejeiro (Brejeirão)  | 4.000      | 0 (não possui)      |
| Associação Desportiva Socorrense | Nossa Senhora do Socorro | 6º (Série A1) | Wellington Elias (Lelezão)    | 3.000      | 0 (não possui)      |

## Transmissão
Em dezembro de 2009, a TV Atalaia firmou parceria com a Federação Sergipana de Futebol para a transmissão de partidas da competição, além de também garantir para si o direito de exibição das edições seguintes até o corrente ano de 2012.No entanto, por motivos ainda obscuros, a referida parceria foi rompida, fato este que vem repercutindo negativamente por toda imprensa sergipana e nordestina.
Contraditoriamente à continuidade ao projeto traçado de angariamento do futebol sergipano, os investimentos das emissões televisivas se justificariam numa reação legítima na tentativa de trazer maior visibilidade do campeonato local ao seu torcedor. O reconhecido esforço tem sido abafado pois se dá frente ao monopólio histórico das transmissões dos campeonatos do Sudeste do país que são impostos no estado de Sergipe por meio de emissoras televisivas de controle da audiência nacional.
Ainda assim, por meio de cadeias difusoras alternativas, a programação dos jogos e as transmissões podem ser acompanhadas pelos endereços eletrônicos:
- http://www.aovivoagora.com/AoVivo/campeonato-sergipano-2012-ao-vivo/
- http://www.futebolinterior.com.br/placar/placar.php?id_placar=1839

## Primeira fase -Taça Cidade de Aracaju

### Etapa de grupos da primeira fase

#### Grupo A
| Pos. | Equipe        | Pts | J  | V | E | D | GP | GC | SG  |
| ---- | ------------- | --- | -- | - | - | - | -- | -- | --- |
| 1    | Itabaiana     | 20  | 10 | 6 | 2 | 2 | 15 | 9  | +6  |
| 2    | São Domingos* | 15  | 10 | 6 | 0 | 4 | 17 | 13 | +4  |
| 3    | Lagarto       | 13  | 10 | 4 | 1 | 5 | 11 | 14 | -3  |
| 4    | Guarany-SE    | 12  | 10 | 3 | 3 | 4 | 6  | 6  | 0   |
| 5    | Sergipe       | 2   | 10 | 0 | 2 | 8 | 7  | 20 | -13 |

- OBS.: O São Domingos perdeu três pontos por conta da escalação irregular de um jogador na primeira rodada da Taça Cidade de Aracaju.

#### Grupo B
| Pos. | Equipe         | Pts | J  | V | E | D | GP | GC | SG |
| ---- | -------------- | --- | -- | - | - | - | -- | -- | -- |
| 1    | Socorrense     | 20  | 10 | 6 | 2 | 2 | 12 | 7  | +5 |
| 2    | River Plate-SE | 19  | 10 | 6 | 1 | 3 | 19 | 11 | +8 |
| 3    | Confiança      | 19  | 10 | 6 | 1 | 3 | 15 | 7  | +8 |
| 4    | Olímpico       | 11  | 10 | 3 | 2 | 5 | 8  | 16 | -8 |
| 5    | Sete de Junho  | 8   | 10 | 2 | 2 | 6 | 8  | 15 | -7 |

### Fase final
|  | Semifinais     | Semifinais | Semifinais | Semifinais |   |            | Final | Final | Final | Final |
|  |                |            |            |            |   |            |       |       |       |       |
|  | Socorrense     | 1          | 2          | 3          |   |            |       |       |       |       |
|  | São Domingos   | 2          | 1          | 3          |   |            |       |       |       |       |
|  | São Domingos   | 2          | 1          | 3          |   | Socorrense | 1     | 0     | 1     |       |
|  |                |            |            |            |   | Socorrense | 1     | 0     | 1     |       |
|  |                | Itabaiana  | 4          | 0          | 4 |            |       |       |       |       |
|  | Itabaiana      | Itabaiana  | 4          | 0          | 4 | 0          | 1     | 1     |       |       |
|  | Itabaiana      |            |            |            |   | 0          | 1     | 1     |       |       |
|  | River Plate-SE | 0          | 0          | 0          |   |            |       |       |       |       |

| Taça Cidade de Aracaju de 2012 |
| Itabaiana                      |
| ------------------------------ |
| Itabaiana                      |

### Jogos de Ida
| 11 de março | São Domingos               | 2 - 1 | Socorrense | Estádio Arnaldo Pereira, São Domingos                       |
| 15 :15      | Deivid 47' · Juninho 74' · |       | David 67'  | Público: 582 pagantes Árbitro: Claudionor dos Santos Júnior |

| 11 de março | River Plate-SE | 0 - 0 | Itabaiana | Fernando França, Carmópolis                         |
| 17:00       |                |       |           | Público: 1,196 pagantes Árbitro: Antônio Hora Filho |

### Jogos de Volta
| 18 de março | Socorrense              | 2 - 1 | São Domingos | Lelezão, Nossa Senhora do Socorro                   |
| 15:15       | Alex 4' · André 90+3' · |       | David 31'    | Público: 1,998 pagantes Árbitro: Antônio Hora Filho |

| 18 de março | Itabaiana | 1 - 0 | River Plate-SE | Estádio Presidente Médici, Itabaiana                   |
| 16:00       | Edson 18' |       |                | Público: 3,706 pagantes Árbitro: Rogério Lima da Rocha |

### Jogo de Ida
| 21 de março | Socorrense | 1 – 4 | Itabaiana                                               | Lelezão, Nossa Senhora do Socorro                            |
| 15:15       | Rafael 30' |       | Rena 18' · Eridon 47' · Magno 60' · Alex Paulista 90+2' | Público: 1,187 pagantes Árbitro: Claudionor do Santos Júnior |

### Jogo de Volta
| 26 de março | Itabaiana | 0 – 0 | Socorrense | Estádio Presidente Médici, Itabaiana                            |
| 16:00       |           |       |            | Público: 4,298 pagantes Árbitro: Cláudio Francisco Lima e Silva |

### Desempenho por rodada
- Clubes que lideraram o campeonato ao final de cada rodada:

| Liderança da Taça Cidade de Aracaju | Liderança da Taça Cidade de Aracaju | Liderança da Taça Cidade de Aracaju | Liderança da Taça Cidade de Aracaju | Liderança da Taça Cidade de Aracaju | Liderança da Taça Cidade de Aracaju | Liderança da Taça Cidade de Aracaju | Liderança da Taça Cidade de Aracaju | Liderança da Taça Cidade de Aracaju | Liderança da Taça Cidade de Aracaju |
| ----------------------------------- | ----------------------------------- | ----------------------------------- | ----------------------------------- | ----------------------------------- | ----------------------------------- | ----------------------------------- | ----------------------------------- | ----------------------------------- | ----------------------------------- |
| 1                                   | 2                                   | 3                                   | 4                                   | 5                                   | 6                                   | 7                                   | 8                                   | 9                                   | 10                                  |
| CON                                 | CON                                 | CON                                 | CON                                 | CON                                 | RPL                                 | RPL                                 | RPL                                 | CON                                 | ITA                                 |

- Clubes que ficaram na última posição do campeonato ao final de cada rodada:

| Lanterna da Taça Cidade de Aracaju | Lanterna da Taça Cidade de Aracaju | Lanterna da Taça Cidade de Aracaju | Lanterna da Taça Cidade de Aracaju | Lanterna da Taça Cidade de Aracaju | Lanterna da Taça Cidade de Aracaju | Lanterna da Taça Cidade de Aracaju | Lanterna da Taça Cidade de Aracaju | Lanterna da Taça Cidade de Aracaju | Lanterna da Taça Cidade de Aracaju |
| ---------------------------------- | ---------------------------------- | ---------------------------------- | ---------------------------------- | ---------------------------------- | ---------------------------------- | ---------------------------------- | ---------------------------------- | ---------------------------------- | ---------------------------------- |
| 1                                  | 2                                  | 3                                  | 4                                  | 5                                  | 6                                  | 7                                  | 8                                  | 9                                  | 10                                 |
| GUA                                | GUA                                | SER                                | LAG                                | SER                                | SER                                | SER                                | SER                                | SER                                | SER                                |

## Segunda fase - Taça Estado de Sergipe

### Etapa de grupos da segunda fase

#### Grupo A
| Pos. | Equipe       | Pts | J | V | E | D | GP | GC | SG  |
| ---- | ------------ | --- | - | - | - | - | -- | -- | --- |
| 1    | São Domingos | 17  | 8 | 5 | 2 | 1 | 17 | 5  | +12 |
| 2    | Sergipe      | 16  | 8 | 5 | 1 | 2 | 10 | 9  | +1  |
| 3    | Itabaiana    | 12  | 8 | 3 | 3 | 1 | 7  | 6  | +1  |
| 4    | Lagarto      | 6   | 8 | 1 | 3 | 4 | 4  | 11 | -7  |
| 5    | Guarany-SE   | 3   | 8 | 0 | 3 | 5 | 6  | 13 | -7  |

#### Grupo B
| Pos. | Equipe         | Pts | J | V | E | D | GP | GC | SG |
| ---- | -------------- | --- | - | - | - | - | -- | -- | -- |
| 1    | Confiança      | 16  | 8 | 4 | 4 | 0 | 10 | 3  | +7 |
| 2    | River Plate-SE | 11  | 8 | 3 | 2 | 3 | 6  | 6  | 0  |
| 3    | Socorrense     | 10  | 8 | 2 | 4 | 2 | 9  | 11 | -2 |
| 4    | Sete de Junho  | 8   | 8 | 2 | 2 | 4 | 3  | 10 | -5 |
| 5    | Olímpico       | 7   | 8 | 1 | 4 | 3 | 5  | 5  | 0  |

### Fase final
|  | Semifinais     | Semifinais | Semifinais | Semifinais |      |              | Final | Final | Final | Final |
|  |                |            |            |            |      |              |       |       |       |       |
|  | São Domingos   | 1          | 3          | 4          |      |              |       |       |       |       |
|  | River Plate-SE | 2          | 0          | 2          |      |              |       |       |       |       |
|  | River Plate-SE | 2          | 0          | 2          |      | São Domingos | 0     | 3     | 3(1)  |       |
|  |                |            |            |            |      | São Domingos | 0     | 3     | 3(1)  |       |
|  |                | Confiança  | 0          | 3          | 3(3) |              |       |       |       |       |
|  | Confiança      | Confiança  | 0          | 3          | 3(3) | 1            | 1     | 2     |       |       |
|  | Confiança      |            |            |            |      | 1            | 1     | 2     |       |       |
|  | Sergipe        | 0          | 0          | 0          |      |              |       |       |       |       |

| Taça Estado de Sergipe de 2012 |
| Aracaju                        |
| ------------------------------ |
| Confiança                      |

### Jogos de Ida
| 2 de maio | Sergipe | 1 - 0 | Confiança               | Estádio Batistão, Aracaju |
| 20:15     |         |       | Rafael Franciscatti 40' | Público: 6,915 pagantes   |

| 3 de maio | River Plate-SE                  | 2 - 1 | São Domingos | Estádio Fernando França, Carmópolis |
| 20:15     | Leandro Kível 45' · Fabiano 68' |       | Nivaldo 64'  | Público: 1,069 pagantes             |

### Jogos de Volta
| 6 de maio | São Domingos                                                  | 3 - 0 | River Plate-SE | Estádio Arnaldão, São Domingos |
| 15:15     | Fabinho Recife 6' · Fernando(contra) 62' · Bebeto(contra) 74' |       |                | Público: 710 pagantes          |

| 6 de maio | Confiança | 1 – 0 | Sergipe | Estádio Batistão, Aracaju |
| 16:00     | Edvan 88' |       |         | Público: 6,779 pagantes   |

### Jogo de Ida
| 9 de maio | São Domingos | 0 – 0 | Confiança | Estádio Arnaldão, São Domingos                                  |
| 15:15     |              |       |           | Público: 1,041 pagantes Árbitro: Cláudio Francisco Lima e Silva |

### Jogo de Volta
| 13 de maio | Confiança                           | 3 – 3 | São Domingos                            | Estádio Batistão, Aracaju                              |
| 16:00      | Giba 33' · René 45+2' · Valdo 90+4' |       | Nivaldo 43' · Clóvis 74' · Deivid 90+1' | Público: 4 275 pagantes Árbitro: Rogério Lima da Rocha |

|                     |       | Penalidades                |  |
| Rafael Josimar Giba | 3 – 1 | Deivid Júnior Romão Clóvis |  |

### Desempenho por rodada
- Clubes que lideraram o campeonato ao final de cada rodada:

| Taça Estado de Sergipe | Taça Estado de Sergipe | Taça Estado de Sergipe | Taça Estado de Sergipe | Taça Estado de Sergipe | Taça Estado de Sergipe | Taça Estado de Sergipe | Taça Estado de Sergipe | Taça Estado de Sergipe | Taça Estado de Sergipe |
| ---------------------- | ---------------------- | ---------------------- | ---------------------- | ---------------------- | ---------------------- | ---------------------- | ---------------------- | ---------------------- | ---------------------- |
| 1                      | 2                      | 3                      | 4                      | 5                      | 6                      | 7                      | 8                      | 9                      | 10                     |
| SDM                    |                        |                        |                        |                        |                        |                        |                        |                        |                        |

- Clubes que ficaram na última posição do campeonato ao final de cada rodada:

| Taça Estado de Sergipe | Taça Estado de Sergipe | Taça Estado de Sergipe | Taça Estado de Sergipe | Taça Estado de Sergipe | Taça Estado de Sergipe | Taça Estado de Sergipe | Taça Estado de Sergipe | Taça Estado de Sergipe | Taça Estado de Sergipe |
| ---------------------- | ---------------------- | ---------------------- | ---------------------- | ---------------------- | ---------------------- | ---------------------- | ---------------------- | ---------------------- | ---------------------- |
| 1                      | 2                      | 3                      | 4                      | 5                      | 6                      | 7                      | 8                      | 9                      | 10                     |
| SER                    | GUA                    | RPL                    | LAG                    | SET                    | SET                    | GUA                    | GUA                    | GUA                    | GUA                    |

## Terceira Fase (Final do Campeonato)[8]
Jogo de ida
| 16 de Maio | Itabaiana                                           | 3 - 1 | Confiança                 | Estádio Presidente Médici, Itabaiana                               |
| 20:30      | Alex Paulista 50' · Alex Paulista 73' · Everton 80' |       | Rafael Franciscatti 43' · | Público: 5 615 pagantes Árbitro: SE Cláudio Francisco Lima e Silva |

Jogo de volta
| 20 de Maio | Confiança     | 1 - 0 | Itabaiana | Estádio Lourival Baptista, Aracaju                      |
| 16:00      | Fernandes 24' |       |           | Público: 8,917 pagantes Árbitro: PR Heber Roberto Lopes |

## Premiação
| Campeonato Sergipano de 2012   |
| Itabaiana                      |
| ------------------------------ |
| Itabaiana Campeão (10º título) |

### Melhores do Ano em 2012
Mais uma vez a Federação Sergipana de Futebol (FSF), em parceira com a Associação dos Cronistas Desportivos de Sergipe (ACDS) promoverão, logo após o encerramento do Sergipão 2012, a festa dos “Melhores do Ano”. Tem-se a expectativa que o resultado da premiação atraia os olhares das mais variadas praças desportivas, dentre os quais possíveis cobiças de clubes de renomes nacionais tal como ocorreu na última edição do campeonato em 2011. Essa medida tem por intuito trazer maior visibilidade e reconhecimento aos atletas que atuam no certame sergipano.
Eis a lista dos indicados:
Seleção do Campeonato
- Goleiro: Ricardo do Confiança
- Zagueiro: Renê do Confiança
- Zagueiro: Váldson do Itabaiana
- Lateral-Direito: Carlinhos do São Domingos
- Lateral-Esquerdo: Júnior do São Domingos
- Volante: Raulino do Itabaiana
- Volante: Lismar do Confiança
- Meio-campo: Bruno Iotti do Itabaiana
- Meio-campo: Rafael Franciscatti do Confiança
- Atacante: Cristiano Tiririca do Confiança
- Atacante: Nivaldo do São Domingos

Prêmios
- Técnico: Nadélio Rocha (São Domingos)
- Artilheiro: Nivaldo (São Domingos)
- Reveleção: Victor Muribeca (Sergipe)
- Desportista- Luiz Roberto (Confiança)
- Melhor presidente: Luiz Roberto (Confiança)
- Diretor de futebol: Emanuel Wanderlei (Confiança)
- Supervisor: Nelson Lima (Itabaiana)
- Preparador físico: Carlos Alberto (Itabaiana)
- Treinador de goleiros: Batista (Confiança)
- Médico: Luiz de Pádua: (Itabaiana)
- Massagista: Mamá (Confiança)
- Mordomo: Betinho (Confiança)
- Melhor árbitro: Cláudio Francisco Lima e Silva (FSF)
- Assistentes: Clériston Clay Barreto Rios e Edmo Oliveira (FSF)
- Árbitro revelação: Wendel Oliveira (FSF)

## Classificação geral
- OBS.: O São Domingos perdeu três pontos por conta da escalação irregular de um jogador na primeira rodada da Taça Cidade de Aracaju.

## Artilharia
| Gols               | Jogador        | Time |
| ------------------ | -------------- | ---- |
| 14                 |                |      |
| Nivaldo            | São Domingos   |      |
| 11                 |                |      |
| Cristiano Tiririca | Confiança      |      |
| 9                  |                |      |
| Deivid             | São Domingos   |      |
| 8                  |                |      |
| Leandro Kível      | River Plate-SE |      |

## Maiores públicos pagantes
Esses foram os maiores públicos pagantes do Campeonato.
| Nº  | Público | Mandante  | Placar | Visitante      | Estádio           | Data            | Rodada                |
| --- | ------- | --------- | ------ | -------------- | ----------------- | --------------- | --------------------- |
| 1º  | 8.917   | Confiança | 1 x 0  | Itabaiana      | Lourival Baptista | 20 de maio      | Final do Campeonato   |
| 2º  | 6.915   | Sergipe   | 0 x 1  | Confiança      | Lourival Baptista | 2 de Maio       | Semifinal do 2º turno |
| 3º  | 6.779   | Confiança | 1 x 0  | Sergipe        | Lourival Baptista | 6 de Maio       | Semifinal do 2º turno |
| 4º  | 5.615   | Itabaiana | 3 x 1  | Confiança      | Presidente Médici | 16 de maio      | Final do Campeonato   |
| 5º  | 5.590   | Sergipe   | 0 x 2  | Confiança      | Lourival Baptista | 5 de Fevereiro  | 3ª                    |
| 6º  | 5.250   | Itabaiana | 0 x 0  | Confiança      | Presidente Médici | 12 de Fevereiro | 5ª                    |
| 7º  | 4.298   | Itabaiana | 0 x 0  | Socorrense     | Presidente Médici | 26 de Março     | Final do 1º turno     |
| 8º  | 4.291   | Itabaiana | 1 x 0  | River Plate-SE | Presidente Médici | 1 de Março      | 9ª                    |
| 9º  | 4.275   | Confiança | 3 x 3  | São Domingos   | Lourival Baptista | 13 de Maio      | Final do 2º turno     |
| 10º | 4.250   | Itabaiana | 2 x 0  | Olímpico       | Presidente Médici | 5 de Fevereiro  | 3ª                    |

## Média de público
A média de público considera apenas os jogos da equipe como mandante.
1. Itabaiana – 2.953 pagantes
2. Confiança – 2.867 pagantes
3. Sergipe– 2.032 pagantes
4. River Plate-SE– 587 pagantes
5. Sete de Junho– 572 pagantes
6. São Domingos– 534 pagantes
7. Lagarto – 517 pagantes
8. Socorrense– 418 pagantes
9. Guarany – 264 pagantes
10. Olímpico – 261 pagantes